# Gwinea na Letnich Igrzyskach Paraolimpijskich 2008
Gwinea na Letnich Igrzyskach Paraolimpijskich reprezentowało 8 zawodników.

## Kadra

### Lekkoatletyka
- Ahmed Lailli Barry
- Mohamed Camara

### Podnoszenie ciężarów
- Emile Lama
- Sekou Toure
- Adama Bah
- Safi Youla

### Pływanie
- Ousmane Bah
- Seydou Doumbouya